# Visurgis AG (Bremen)
Die Visurgis AG war eine von 1897 bis 1921 bestehende Reederei in Bremen, hervorgegangen aus der 1825 gegründeten Handelsfirma und späteren Kaufmannsreederei Gildemeister & Ries.

## Geschichte

### Gildemeister & Ries
August Wilhelm Gildemeister (1791–1866), ein Sohn des Bremer Kaufmanns und Senators Johann Gildemeister (1753–1837), und sein aus Marburg stammender Freund und Kompagnon Wolf Ludwig Ries (* 6. Juni 1792 - † 19. Juli 1868) gingen als junge Männer in die USA und gründeten dort  1817 die Firma Gildemeister & Ries, die hauptsächlich mit Textilien handelte.
1825 verlegten sie ihre Firma nach Bremen, und in der Folge weiteten sie ihren Tätigkeitsbereich auf die Reederei aus. Zunächst betrieb die Firma lange Zeit als Korrespondentreeder eine Partenreederei mit sechs Schiffen von 300–500 BRT Größe in der chinesischen Küstenschifffahrt. Als dieses Geschäft dann zunehmend von Dampfschiffen übernommen wurde, wandte sich die Firma der Trampschifffahrt zu.

### Visurgis AG
Im letzten Quartal des 19. Jahrhunderts ging die Zeit der typischen Kaufmannsreedereien als Personengesellschaften zu Ende, auch für Gildemeister & Ries. 1897 wurde der Reedereibereich der Firma ausgegliedert und in eine Aktiengesellschaft umgewandelt, die Rhederei „Visurgis“ AG. Die Stammfirma Gildemeister & Ries konzentrierte sich auf das Versandgeschäft für Seide- und Wollwaren.
Die „Visurgis“ war eine in der Trampschifffahrt aktive Segelschiffsreederei. Da hölzerne Schiffe immer weniger Beschäftigung fanden, wurde das letzte hölzerne Segelschiff 1898 an C. J. Klingenberg & Co., Schiffsmakler und „Auswanderer-Beförderungs-Geschäft“, in Bremen verkauft. Die „Visurgis“ betrieb nun nur noch stählerne Schiffe. 1900 hatte sie zehn Großsegler in Fahrt, sieben Vollschiffe und drei Viermastbarken, mit zusammen 20.676 BRT. 1905 waren es 19 Schiffe mit insgesamt 20.760 BRT. Die hellgrau gestrichenen Schiffe der Reederei, deren Namen meist mit dem Buchstaben „N“ begannen, wurden wegen ihrer Farbe von Seeleuten und Hafenarbeitern liebevoll „Bremer Esel“ genannt. Sie waren meist auf zwei Strecken unterwegs: sie brachten Kohle oder Stückgut nach China und Japan und bei der Rückfahrt Getreide aus Kalifornien und Oregon nach Europa, oder sie brachten Holz aus Schweden und Norwegen nach Australien, dann Kohle von Newcastle (New South Wales) nach Chile und von dort Salpeter nach Europa.
Anfangs liefen die Geschäfte zufriedenstellend, und in den ersten drei Geschäftsjahren 1898, 1899 und 1900 konnten Dividenden von 8, 8 und 9 Prozent ausgeschüttet werden, aber sinkende Frachtraten ließen die Gewinne bald erheblich schrumpfen, und 1905 waren viele Fahrten schon nicht mehr rentabel. Dies schlug sich darin nieder, dass weder 1905 noch 1906 Dividenden gezahlt werden konnten. Zwar wurden sowohl 1907 und 1908 noch einmal jeweils 4 % Dividende ausgeschüttet, aber die Geschäftsführung beurteilte die Zukunftsaussichten durchaus realistisch als nicht sehr gut.

### Ende
Mit der immer schnelleren Verdrängung der Windjammer durch Dampfschiffe geriet die Reederei unter zunehmenden Konkurrenzdruck und ab 1909 ging die Zahl ihrer Schiffe stetig zurück. 1909 waren es neun Großsegler mit zusammen 17.897 BRT; die stählerne Viermastbark Nauarchos wurde in diesem Jahr in Antofagasta (Chile) durch Feuer zur Hulk reduziert. 1910 waren es acht mit 15.696 BRT; 1911 waren es noch sieben mit 14.011 BRT; und 1912 und 1913 blieben nur noch fünf mit insgesamt 10.239 BRT.
Die Jahre 1910 und 1911 waren sehr verlustreich, nicht nur wegen der sehr niedrigen Frachttarife. Ein Schiff wurde wegen eines Kohlenarbeiterstreiks in Australien monatelang dort festgehalten; zwei Schiffe erlitten erhebliche Havarien; und ein Schiff, die Neck, wurde nach Norwegen verkauft, weil seine Versicherung bei Salpeterfahrten altersbedingt um 70 % gestiegen wäre. Die Reederei musste 1912 in Liquidation gehen.
1912 verlief noch einmal verhältnismäßig erfreulich, da nicht nur die Verluste der beiden Vorjahre gutgemacht werden konnten, sondern sogar ein Gewinnsaldo erwirtschaftet wurde. Allerdings ging die Viermastbark Nomia im Hurrikan zwischen Newcastle und Antofagasta verloren. Auch 1913 war ein gutes Jahr, da die Frachtraten bis zum Herbst recht hoch waren. Daher, und weil Verkaufserlöse für Großsegler sanken, wurde vom Verkauf weiterer Schiffe vorläufig abgesehen.
Der Erste Weltkrieg machte alle Hoffnung zunichte. Alle fünf verbliebenen Schiffe wurden in Chile interniert und mussten nach Kriegsende an die Siegermächte ausgeliefert werden. Eine Bilanz war schon seit 1914 nicht mehr erstellt worden. Am 31. Oktober 1921 beschloss die außerordentliche Hauptversammlung, das verbliebene Vermögen der Gesellschaft an eine neu zu gründende Aktiengesellschaft zu verkaufen, die Dampfschiffahrtsgesellschaft „Visurgis“ AG, in der die bisherigen Aktionäre proportional beteiligt sein würden. Dieser Beschluss wurde 1922 umgesetzt, und im Dezember 1922 übernahm die am 24. November 1921 gegründete Dampfschiffahrtsgesellschaft „Visurgis“ AG das gesamte Liquidationsvermögen der bisherigen „Visurgis“.